# Rymań
Rymań (Roman fino al 1945) è un comune rurale polacco del distretto di Kołobrzeg, nel voivodato della Pomerania Occidentale.
Ricopre una superficie di 146,12 km² e nel 2005 contava 4 168 abitanti.
Località minori del comune di Ryman e relativi nomi tedeschi in uso sino al 1945:
| - Dębica (Damitz) - Drozdowo (Drosedow) - Gorawino (Gervin) - Jarkowo (Jarchow) - Kinowo (Kienow) | - Leszczyn (Lestin) - Rzesznikowo (Reselkow) - Starnin (Sternin) |

Altri insediamenti: Bębnikąt (Kölpiner Mühle), Bukowo (Buchwald), Czartkowo (Brückenkrug), Drozdówko (Vorwerk Drosedow), Gołkowo (Birkenfelde), Jaglino (Jäglin), Kamień Rymański (Hohenfier), Lędowa (Waldhof), Mechowo (Mönchgrund), Mirowo (Freienfelde), Petrykozy (Althof), Płonino (Karlshagen), Rębice (Birkhain), Rzesznikówko  (Neu Reselkow), Skrzydłowo (Mühlenbruch), Starza (Starsberg), Strzebielewo (Strebelow).